# Carl Ehrenstein

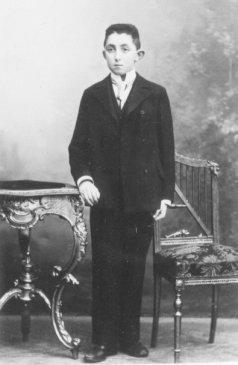
Carl Ehrenstein (um 1902)

Carl Ehrenstein (* 9. September 1892 in Wien; † 10. Januar 1971 in London Borough of Bromley) war ein österreichischer Prosaschriftsteller, Lyriker und Übersetzer (aus dem Englischen und Dänischen).

## Leben
Carl war der jüngere Bruder von Albert Ehrenstein. Er lebte zunächst in Wien und Berlin und ging dann nach erfolgloser literarischer Karriere Ende der 1920er nach London, wo er erst als Übersetzer, dann als Literaturagent und schließlich als Bankangestellter arbeitete.
Er war mit Maude Pease verheiratet, die er (wie Albert ein Anhänger und Vertrauter von Alfred Adler, den er noch aus Wiener Nachbarschaft kannte) bei der Adler-Gesellschaft in London kennenlernte. Die Beziehung blieb kinderlos.
Als Literaturagent warb er für die Übersetzung deutscher Literatur ins Englische bzw. englischer Literatur ins Deutsche. Ehrenstein sorgte mit seinen positiven Gutachten für die Übersetzung der Werke von Hans Fallada ins Englische während der 1930er Jahre. Auch nach dem Zweiten Weltkrieg führte er diese Tätigkeit weiter fort, blieb jedoch beim englischen Verleger Putnam erfolglos mit dem Vorschlag, auch Falladas Werk Jeder stirbt für sich allein ins Englische übertragen zu lassen.

## Nachlass
Der Nachlass Carl Ehrensteins befindet sich – wie der seines Bruders Albert – in der National Library of Israel. Er umfasst seine Korrespondenz, Werknotizen, Manuskripte und Fotografien.

## Werke
Aufsätze
in Zeitschriften Saturn, Schaubühne, Die Weißen Blätter, Wieland, Daimon, Vers und Prosa.
Bücher
- Klagen eines Knaben. 1913 (als Band 6 der expressionistischen Buchreihe Der jüngste Tag).
- Bitte um Liebe. 1921.
- Der Zumpel. 2005 (Kindheitserinnerungen aus Wien und der Slowakei vor 1900) ISBN 3-933077-19-2.

Übersetzungen
- Edgar Allan Poe: Gordon Pym
- Arnold Bennett: Teresa
- Sinclair Gluck: Der goldene Panther
- Percival Christopher Wren: Blutsbruderschaft (Beau Geste).